# Marco Storari
Marco Storari, né le 7 janvier 1977 à Pise (Italie), est un ancien footballeur italien qui évoluait au poste de gardien de but.

## Biographie

### Jeunesse et débuts de carrière

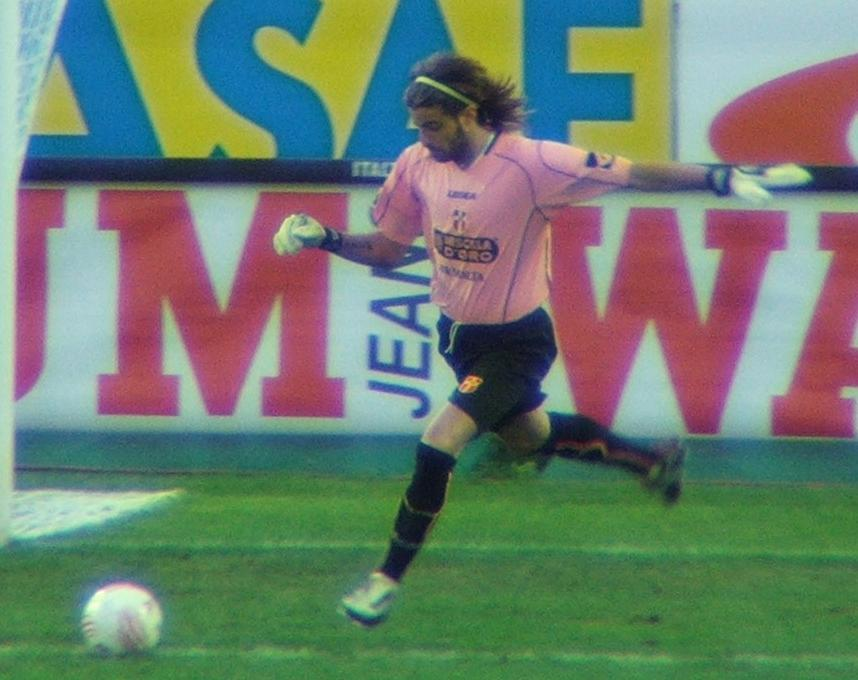
Marco Storari sous le maillot de Messine

Né en 1977, il a une sœur jumelle, appelée Silvia. Les deux enfants ont rapidement montré des prédispositions au sport ; Marco pour le football et Silvia pour le tennis. Ainsi, il commence le football à 6 ans dans le petit club romain de Forte Braschi.
En 1989, il a 12 ans et il commence réellement son expérience de joueur en s'engageant avec l'AS Roma. Il y reste quatre ans et gagne même le titre de champion d'Italie avec l'équipe cadet et avec un certain Francesco Totti. De 1992 à 1995, il est prêté dans le club de US Ladispoli pour s'aguerrir dans les équipes de jeunes.

### Débuts professionnels
En 1995, il s'engage pour Pérouse, club avec lequel il joue deux ans de suite en équipe junior et gagne ces deux années-là le titre de champion d'Italie junior. La troisième année, il intègre le groupe professionnel. Il ne reste que quelques mois et est prêté en janvier 1998 à Montevarchi en Série C1.
En 1998, il est transféré à Ancône. Il joue deux saisons en Série C1 et deux en Série B après la montée du club en 2000.
En septembre 2002, il est repéré par le SSC Napoli mais ne reste que quelques mois avant d'être prêté à Messine en janvier 2003 en Série B. L'expérience est concluante et il continue sa carrière à Messine. L'année suivante, il est un des grands artisans de la montée du club en Série A. Alors qu'en 2006, le club est relégué (18e), il est sauvé par l'affaire des matchs truqués en Italie qui le voit remonter à la 15e place. Marco Storari reste très imprégné de son passage en Sicile, tant humainement que footballistiquement, car c'est le club qui l'a révélé à la Série A.
Il appartient au Milan AC depuis janvier 2007. Il a été engagé pour faire face aux absences des gardiens Dida et Zeljko Kalac pour blessure. Il y retrouve Gennaro Gattuso, avec qui il a joué à Pérouse. Son contrat se termine en 2010 et il joue trois matchs en six mois. Lors de l'été 2007, il est prêté pour deux saisons (de 2007 à 2009) à Levante.

### Milan (2007-2010)
Malheureusement, le club espagnol ayant de grosses difficultés financières, il ne pouvait plus payer les salaires de ses joueurs. Storari a donc été à nouveau prêté par le Milan AC en janvier 2008 au Cagliari Calcio.
Il revient au Milan AC pour la saison 2009-2010 malgré la présence de trois gardiens expérimentés au club tel que Christian Abbiati, Dida et Flavio Roma. Pour le début de cette saison, il part titulaire à la suite de ses bonnes performances en matchs de pré-saison. En janvier 2010, il est à nouveau prêté à la Sampdoria Gênes.

### Juventus (2010-2015)
En juin 2010, il rejoint la Juventus pour remplacer Gianluigi Buffon blessé (hernie discale) pendant la Coupe du monde 2010 en Afrique du Sud qui le privera du début de la Saison 2010-2011 de Serie A. Il y signe un contrat de trois ans et un transfert évalué à 4,5 millions d'euros. Il y réalise une excellente saison.

### Cagliari (2015-2017)
En fin de contrat à Turin, Storari signe à Cagliari en juillet 2015.

### Retour au Milan et retraite (2017-2018)
En janvier 2017, il retourne au Milan AC, initialement pour un contrat de six mois. Il prolonge d'un an en juin 2017 puis prend sa retraite à l'issue de la saison 2017-2018.

## Palmarès
- AC Milan
  - Vainqueur de la Ligue des champions : 2007
- Juventus
  - Vainqueur de la Série A : 2012, 2013, 2014 et 2015
  - Vainqueur de la Supercoupe d'Italie : 2012
  - Vainqueur de la Coupe d'Italie : 2015
  - Finaliste de la Coupe d'Italie : 2012
  - Finaliste de la Ligue des champions : 2015
  - Vainqueur du championnat de Serie B 2016 avec Cagliari